# Orden del Mérito Policial
La Orden del Mérito Policial es una distinción española creada, inicialmente sólo como medalla, el 18 de junio de 1943 para ofrecer una recompensa especial a los miembros de la policía. Actualmente se otorga en cuatro categorías: Medalla de Oro, Medalla de Plata, Cruz con distintivo rojo y Cruz con distintivo blanco. Todas ellas excepto la Cruz con distintivo blanco llevan aparejadas pensiones anejas en el salario del policía.

## Creación, diseño y categorías
Esta orden se creó mediante decreto de 18 de junio de 1943, con el objetivo de disponer de un modo de premiar a los policías por sus acciones destacadas, tanto en la forma de "servicios extraordinarios practicados" como en la de "trabajos o estudios de sobresaliente interés científico o de técnica profesional".
La creación de la medalla se elevó a rango de ley el 15 de mayo de 1945 y se extendió la pensión correspondiente a familiares inmediatos en caso de que el condecorado lo fuera por muerte en acto de servicio.
Inicialmente la medalla se otorgaba en tres categorías: oro, plata y bronce, pero la ley 5/1964, de 29 de abril, además de precisar las causas que podrían originar la concesión de las dos primeras categorías, eliminó la última. En su lugar se crearon las categorías de Cruz con distintivo rojo y Cruz con distintivo blanco.

## Medallas
El diseño de las medallas se estableció el 20 de enero de 1945, sobre la base de dos de los trabajos presentados al concurso público convocado. El modelo adoptado fue un círculo de 40 mm con un anverso donde se representa el "sacrificio por el servicio bajo la tutela del Angel de la Guarda" con la inscripción "Al mérito policial". En el reverso una espada que representa la Justicia con el lema "Servicio-Sacrificio". La medalla pende de una cinta verde con los colores de la bandera de España en los bordes. La cinta lleva un pasador con el metal correspondiente (oro o plata) en el que va inscrito el año de la concesión. En la versión que llevaba acompañada pensión en la cinta aparecía una franja blanca longitudinal.

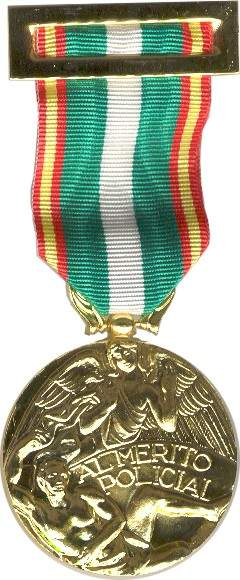
Medalla de Oro, anverso
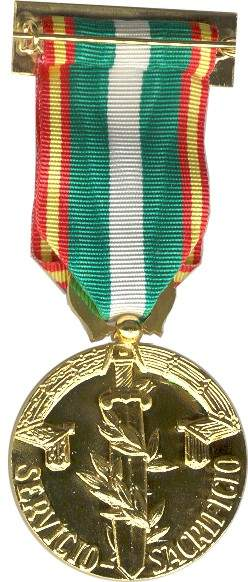
Medalla de Oro, reverso
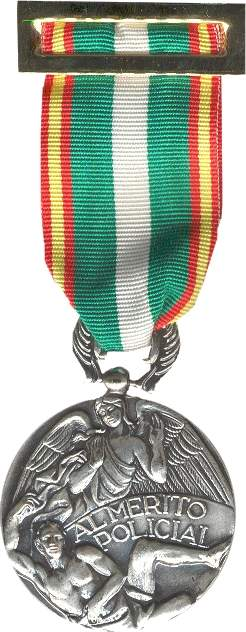
Medalla de Plata, anverso
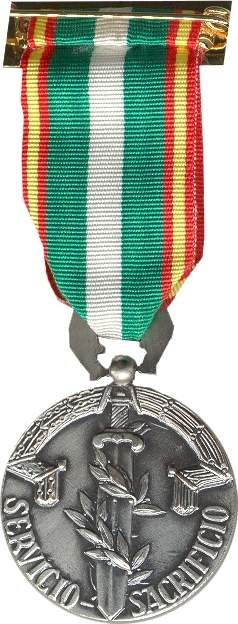
Medalla de Plata, reverso
Medalla de Oro, pasador
Medalla de Plata, pasador

### Cruces
La ley de 29 de abril de 1964 que creó la Cruz especificó también su diseño, que tiene "una longitud total de 4,5 cm y constituye un octógono regular de 8 mm de lado. En el centro, sobre esmalte dorado, una espada esmaltada en blanco y adornada de laurel. Los brazos, en la superficie interior estarán esmaltados en rojo o en blanco según la clase, y en el centro, de izquierda a derecha se leerá: «Al Mérito Policial» ".

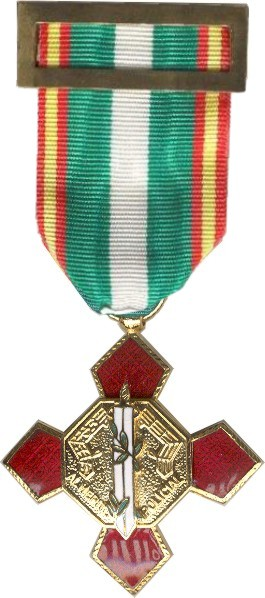
Cruz con Distintivo Rojo
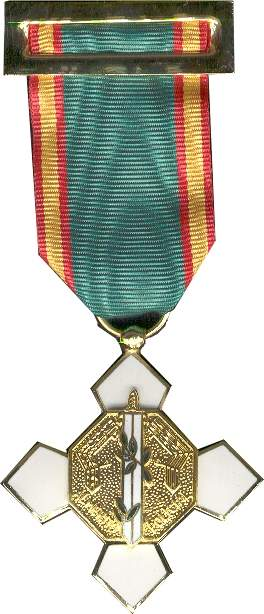
Cruz con Distintivo Blanco
Cruz con Distintivo Rojo, pasador
Cruz con Distintivo Blanco, pasador

Esta ley también asoció a todas las categorías recompensa económica, excepto a la Cruz con distintivo blanco, mediante pensión aneja a la distinción, porporcional al sueldo. La pensión, en principio, sólo la recibirían los condecorados pertenecientes a los cuerpos y fuerzas de seguridad del estado, ya que desde su creación la condecoración podía ser otorgada también, excepcionalmente, a personas ajenas a la policía "por su decisiva colaboración [...] o cuando [...] practiquen actos de relevante importancia en [...] la defensa del orden, de la propiedad y de las personas, o por otros importantes motivos".

## Motivos para la concesión
En esta ley de 29 de abril de 1964 se concretaron también los motivos para la concesión de las distintas categorías: 
- Medalla de Oro o Medalla de Plata: 
  - muerte, mutilación o heridas graves con consecuencias permanentes, en acto de servicio o por causa de él (excepto accidente, impericia o imprudencia)
  - dirigir o realizar un servicio de trascendental importancia con prestigio para el Cuerpo y con manifestación de excepcionales cualidades
  - actuación ejemplar y extraordinaria, con destacado valor, capacidad o eficacia reiterada en el cumplimiento de importantes servicios con prestigio para el Cuerpo
  - en general, hecho análogos que aún sin ajustarse por completo a las exigencias anteriores, lo merezcan por méritos extraordinarios

- Cruz con Distintivo Rojo:
  - herido en acto de servicio o por causa de él (excepto accidente, impericia o imprudencia)
  - tres o más servicios en los que medie agresión con armas, aún sin resultar herido
  - hecho abnegado o que manifieste alto valor, en circunstancias de peligro para su persona, con utilidad para el servicio o prestigio para el Cuerpo
  - conducta que merezca especial recompensa por hechos distinguidos y extraordinarios con patente riesgo o peligro personal

- Cruz con Distintivo Blanco:
  - hecho que evidencie alto patriotismo o lealtad, con prestigio para el Cuerpo o utilidad para el servicio
  - sobresalir en el cumplimiento del deber o realizar destacados trabajos o estudios científicos con utilidad para el servicio o prestigio para el Cuerpo
  - en general, actos análogos a los descritos con prestigio para el Cuerpo o utilidad para el servicio

## Historia

Escudo de Ignacio Echeverría, con la Medalla al Mérito Policial que le fue concedida a título póstumo.

Uno de los primeros receptores fue el inspector de policía Julio Romero Funes, muerto durante un tiroteo con guerrilleros antifranquistas.

### Actualidad
El 9 de noviembre de 1995 se regularizaron las cuantías de las pensiones anejas a las diferentes distinciones, pues los cambios en las categorías retributivas y la creación del Cuerpo Nacional de Policía por la fusión de los cuerpos anteriores generaban dudas en la interpretación de la actualización de las pensiones.
Hoy en día estas recompensas se entregan durante las celebraciones del patrón del Cuerpo Nacional de Policía, los Ángeles Custodios, y no están exentas de polémica pues en ocasiones se han cuestionado tanto las concesiones como su tramitación. En 2014 la polémica desatada por la concesión de la medalla de oro al mérito policial a María Santísima del Amor llegó hasta los tribunales cuando la asociación Europa Laica presentó un contencioso por "haberse concedido una distinción a una figura religiosa, que no es persona ni por tanto tiene entidad jurídica ni es ni puede ser sujeto de derechos y obligaciones".
A todos los recompensados se les considera miembros de la Orden del Mérito Policial.

## Desposesión de distinciones
El agraciado con cualesquiera de las categorías que haya sido sentenciado por la comisión de un delito doloso o pública y notoriamente haya incurrido en actos contrario a las razones determinantes de la concesión de la distinción podrá, en virtud de expediente iniciado de oficio o por denuncia motivada, y con intervención del Fiscal de la Real Orden, ser desposeído del título correspondiente a la distinción concedida, decisión que corresponde a quien la otorgó.